# Брион, Луис
Педро Луис Брион (исп. Pedro Luis Brión), 6 июля 1782, Каракас — 27 сентября 1821, Кюрасао) — офицер, участник венесуэльской войны за независимость. Дослужился до звания адмирала военно-морских сил Венесуэлы и Республики Колумбия.

## Ранние годы
По происхождению бельгиец, был крещен, как Филипп Людовик Брион. Сын торговца Пьера Луи Бриона и Мари Детрокс. Его родители прибыли на Кюрасао в 1777 году. В 1794 году они послали своего сына получать образование в Нидерланды. Находясь там, Брион поступил на службу в войска Батавской республики для борьбы с вторжением англичан на севере Нидерландов. Он участвовал в битве у Бергена (19 сентября 1799 года) и в битве у Кастрикюма (16 октября 1799 года). Попал в английский плен, но был освобожден после заключения Алкмарской конвенции об обмене пленными.
По возвращении на Кюрасао он принял активное участие в революционном движении на острове в сентябре 1800 года. Вскоре после его возвращения остров был оккупирован англичанами. Брион бежал от британских властей в Соединенные Штаты, где изучал морскую науку и коммерцию.
Брион вернулся на родной остров в 1803 году и занялся бизнесом. С 1803 по 1806 год он вел различные операции, чтобы предотвратить британский захват острова. Тем не менее, англичане снова заняли остров в 1807 году, и Брион отправился в изгнание на датский остров Сент-Томас, где вновь занялся коммерцией.

## В войне за независимость Венесуэлы
В 1813 году Брион присоединился к движению за венесуэльскую независимость, и год спустя Симон Боливар сделал его капитаном фрегата. В 1815 году он отправился в Англию, где приобрел 24-пушечный корвет Dardo, с помощью которого он намеревался помочь повстанцам Картахены. Он вернулся с Боливаром на Гаити. Вскоре Брион был повышен до капитана и собрал эскадру для экспедиций к берегам Венесуэлы. 2 мая 1816 года он одержал свою первую победу над испанским флотом в битве при Лос-Фраилес. В день победы он был провозглашен адмиралом по инициативе Боливара. После того, как повстанцы получили контроль над островом Маргарита, кампания была распространена на Гуайану (Венесуэла).
3 августа 1817 года Брион отплыл вверх по реке Ориноко с эскадрой и в битве у Кабриана захватил 14 из 28 испанских кораблей и 1500 пленных. Он освободил Гуайану 5 ноября 1817 года и был назначен президентом в Совет правительства.
В 1819 году он вновь прибыл на Маргариту, где организовал экспедицию из 22 кораблей, чтобы напасть на побережье Новой Гранады, вместе с сухопутными войсками полковника Мариано Монтильи. Они захватили порты и устье реки Магдалена, а также города Барранкилья и Санта-Марта. Однако из-за конфликта с Монтильей Брион увел свой флот в озеро Маракайбо в мае 1821 года.

## Смерть
Брион страдал от туберкулеза и из-за усугубления болезни решил вернуться на свой родной остров. Он умер там в 1821 году, на следующий день после своего прибытия. Брион был похоронен в родовом поместье. Позже его останки были перезахоронены в Национальном пантеоне Венесуэлы (10 апреля 1882 года).

## Память
Ипподром на о. Кюрасао был назван в его честь.